# Манон (фильм, 1949)
«Мано́н» (фр. Manon [manɔ̃]) — чёрно-белый фильм 1949 года французского режиссёра Анри-Жоржа Клузо по мотивам романа аббата Прево «История кавалера де Грие и Манон Леско» (1731).

## Сюжет
Основа сюжета романа перенесена в период Второй Мировой войны. На борту корабля, везущего еврейских эмигрантов в Палестину, обнаружены молодые безбилетники Робер Дегриё и Манон Леско. Робер — в розыске за убийство. Чтобы убедить капитана не обращаться к властям, Робер рассказывает свою историю. Он боец Французского Сопротивления и спас Манон от жителей деревни в Нормандии, считающих её коллаборационисткой нацистов: девушку обвиняли в связях с немцами, посещавшими кафе её матери.
После этого они вернулись в Париж, где она становится любовницей «короля» местного чёрного рынка. Манон, любящая роскошь и лёгкую жизнь, предпочла это решение плохо оплачиваемой работе, которую смог отыскать для неё Робер. Раскрыв секрет Манон, Робер заставил её переехать. После этого она пошла на панель. Робер разыскал её в доме, где она работала. Ради страстной любви к Манон он стал заниматься различными тёмными делами на чёрном рынке и подпольной торговлей пенициллином.
За Манон ухаживал американец, который и помог Роберу с пенициллином (он принимал Робера за её брата). Она согласилась — по её собственным словам, лишь на время — выйти замуж за американца, который собирался вернуться в родную страну, где ему принадлежало несколько заводов и уехать с ним. Леон, брат Манон и мелкий хулиган, который занимался различными неблаговидными делами запер Робера, чтобы помешать тому её задержать. Робер задушил его телефонным проводом и бежал в Марсель, чтобы оттуда покинуть страну. Манон бросилась искать его и нашла в переполненном поезде.
Рассказ окончен. Капитан оставляет влюблённых среди эмигрантов. Они сходят на палестинскую землю и им нужно пешком перейти пустыню. Манон смертельно ранена пулей, выпущенной неким арабом. Затем расстреливают и других евреев. Робер хоронит Манон в песке.

## В главных ролях
- Мишель Оклер[англ.] — Робер Дегрие
- Сесиль Обри — Манон Леско
- Серж Реджани — Леон Леско, брат Манон
- Габриель Дорзиа[англ.] — мадам Аньес
- Симона Валер — Исе, горничная
- Габриэль Фонтан — продавщица в туалете
- Рози Варт — маленькая роль
- Мишель Буке —
- Робер Дальбан — управляющий отелем
- Люсьен Жан Темерсон — швейцар из «Магии»
- Жак Динам — моряк

## Оценка фильма аудиторией, киноведами и оргкомитетами фестивалей
Фильм имел достаточно большой успех у аудитории; в ходе первоначального проката её посмотрели во Франции, по крайней мере, 3,4 миллиона зрителей (по данным о количестве купленных билетов).
Среди киноведов картина встретила смешанную оценку. Французский кинокритик Жак Лурсель особенно выделяя мастерски поставленные сцены в поезде и в пустыне писал, что Клузо «весьма вольно обращается с романом аббата Прево, изящнейшим образцом литературного классицизма, но все же это исключительно романтический фильм, насыщенный лиризмом, крайностями, наивностью и даже иногда смешными нелепостями, которые накрепко привязаны к этому стилю». Известный кинокритик 1940—1960-х годов Босли Краузер, отмечая, что в историях такого типа убедительность постановки определяется в первую очередь качеством разработки персонажей, выражал недоумение обоими главными героями, не убеждающими в своих качествах (как способности симпатичности Манон склонить её партнёра на дурацкие поступки, так и склонности Робера Дегрие к разрушению своей жизни ради любви). Подобную же оценку основа фильма вызвала у Денниса Шварца, отметившего как неправдоподобность пары главных героев, так и схематичность большинства персонажей в целом и недоработанный сценарий. В то же время, оба отметили хорошую работу создателей фильма по передаче атмосферы послевоенного «чрева Парижа», предположив, что это и убедило оргкомитет Венецианского кинофестиваля присудить фильму главный приз.
В отличие от других крупных работ Клузо, на 2013 год, фильм не издан на более современных носителях, хотя его копии иногда показываются в артхаусных кинотеатрах и доступны для исследователей в киноархивах Парижа и Брюсселя; в настоящее время картина является одним из менее известных публике творений режиссёра.

### Награды фестивалей
- 1949 — премия «Лев Сан-Марко» 10-го Венецианского кинофестиваля (впоследствии известная как «Золотой лев»; первое награждение этой главной премией) — Анри-Жорж Клузо[7][8]
- 1950 — Премия Французского синдиката кинокритиков за лучший французский фильм — Анри-Жорж Клузо[9]

## Дополнительные ссылки и литература
- «Манон» (англ.) на сайте Internet Movie Database
- Лурселль Ж. Авторская энциклопедия фильмов. Т. I—II. — СПб.-М.: Rosebud Publishing, 2009. — ISBN 978-5-904175-02-3
- Мокульский С. С. Экранизация французской классики // Французское киноискусство / Отв. ред. С. И. Юткевич. — М.: Искусство, 1960. — С. 141—149. — 496 с.
- Director is a Stormy Figure :  [англ.] // LIFE. — 1955. — Vol. 38, № 11 (14 March). — P. 66.
- Marcel Oms. Manon 49, l'irrecusable temoin :  [фр.] // Les Cahiers de la Cinémathèque (l'Institut Jean-Vigo). — 1987. — P. 46—47, 55-58.
- Russell Campbell. Gold Digger // Marked Women: Prostitutes and Prostitution in the Cinema. — University of Wisconsin Press, 2006. — P. 159—161, 164. — ISBN 9780299212537.
- Michael Richardson. Chapter 2: Luis Buñuel and the snares of desire // Surrealism and Cinema. — Berg, 2006. — P. 174—175.
- Dayna Oscherwitz, Mary Ellen Higgins. The A to Z of French Cinema. — Scarecrow Press, 2009. — P. 104. — ISBN 9780810870383.
- A. Rolls, D. Walker. Feminine Figures in classic French film noir // French and American Noir: Dark Crossings. — Springer, 2009. — P. 135, 142. — ISBN 9780230244825.

Рецензии
- Manon (англ.). TV Guide. Дата обращения: 20 августа 2016.
- Manon (англ.). Film4[англ.]. Дата обращения: 20 августа 2016.